# Mariä Himmelfahrt (Kirchheim am Ries)
Die katholische Pfarrkirche Mariä Himmelfahrt in Kirchheim am Ries, einer Gemeinde im Ostalbkreis in Baden-Württemberg, war ehemals die Kirche eines Zisterzienserinnenklosters. Die Kirche wurde um 1300 im Stil der Gotik errichtet und in der Mitte des 17. und zu Beginn des 18. Jahrhunderts barock umgestaltet. In der Kirche sind gotische Wandmalereien und Skulpturen erhalten sowie die Epitaphien von Äbtissinnen und der Grafen von Oettingen.

## Geschichte
Nach der Legende gründete Graf Ludwig III. von Oettingen das Kloster Kirchheim aufgrund eines Gelübdes. Bei einem Jagdausritt soll er in sumpfiges Gelände geraten sein, aus dem er nur durch Gebete und das Versprechen, an der Stelle ein Kloster zu errichten, wieder herausfand. Eine Stiftungsurkunde von 1270 bestätigt die Gründung des Klosters, das dem Zisterzienserorden angeschlossen wurde. Graf Ludwig III. und seine Söhne, Konrad III. und Ludwig V., statteten es mit Gütern aus und machten es zu ihrem Hauskloster und der Grablege ihrer Familie. 1273 stellte Papst Gregor X. einen kirchlichen Schutzbrief für das Kloster aus. In einem weiteren Schutzbrief von 1274 bestätigte Rudolf von Habsburg die Unabhängigkeit des Klosters. 1275 erhielt es von den Grafen von Oettingen das Patronatsrecht für die beiden Pfarrkirchen St. Martin und St. Jakob in Kirchheim. 1296 bestand das Kloster bereits aus 50 Nonnen. 1307 wurden die beiden Kirchen St. Martin und St. Jakob in das Kloster inkorporiert. Trotz der Einführung der Reformation 1553 in Kirchheim blieb das Kloster katholisch.
1662 begann man mit der Barockisierung der Innenausstattung der Kirche, und 1720 fand eine erneute Umgestaltung statt. Im Zuge der Säkularisation kam das Kloster 1802 zunächst an das Fürstenhaus Oettingen-Wallerstein und 1806 mit der Rheinbundakte an das Königreich Bayern, bevor es im Grenzvertrag zwischen Bayern und Württemberg 1810 dem Königreich Württemberg zugeschlagen wurde. Die letzten, bei der Aufhebung des Klosters noch verbliebenen Klosterfrauen (eine Äbtissin, neun Chorschwestern, 17 Laienschwestern und sechs Novizinnen) durften weiterhin im Kloster wohnen und erhielten eine Aussterbepension. 1858 starb die letzte Zisterzienserin. 1870 wurden Teile der Klostergebäude abgebrochen wie der doppelstöckige Kreuzgang. Die Klosterkirche blieb erhalten und wird seit 1817 als Pfarrkirche genutzt. 1995 wurde die Kirche außen restauriert und 1999 erfolgte eine Innenrenovierung.

## Architektur

### Außenbau
Wie es für Zisterzienserkirchen üblich ist, besitzt das Gebäude keinen Turm, sondern wird von einem bescheidenen Dachreiter an der Westfassade bekrönt. Die Wände gliedern schmale Spitzbogenfenster und Strebepfeiler.

### Innenraum
Das einschiffige Langhaus wird von einem Kreuzrippengewölbe gedeckt, dessen westliche vier Joche mit einem reichen Stuckdekor versehen sind. Dieser wurde 1720 ausgeführt und wird dem zur Wessobrunner Schule gehörenden Hans Georg Vogl zugeschrieben. Die vier westlichen Joche wurden bis 1831 von der Nonnenempore eingenommen, die später verkleinert wurde. In der Blütezeit lebten bis zu 70 Schwestern im Kloster.
Der Chor mit Fünfachtelschluss ist von großen Maßwerkfenstern durchbrochen.

## Epitaphien im Chor
Eine Gedenktafel neben der Kanzel von 1663 berichtet von der Gründung des Klosters am St. Urbanstag des Jahres 1267 durch den Grafen Ludwig III. von Oettingen und seine Frau Adelheid von Hirschberg. Aus dem Text geht hervor, dass bis zur Reformation 35 Grafen und 37 Gräfinnen aus dem Haus Oettingen in der Klosterkirche bestattet wurden. Links neben dem Hochaltar erinnern zwei Epitaphien an die Stifter des Klosters. Eine männliche und eine weibliche Figur sind mit dem Modell einer Kirche in der Hand dargestellt. Bei den Steinplatten handelt es sich um die Deckel von Truhengräbern, die 1662 in die Wand des Chores eingelassen wurden. Auf der rechten Seite des Hochaltars befindet sich das Epitaph für Ludwig XI. von Oettingen, der mit Rüstung und Schwert dargestellt ist. Er bekleidete unter dem Kaiser Sigismund das Amt des Hofmeisters und starb 1440.

## Stephanskapelle

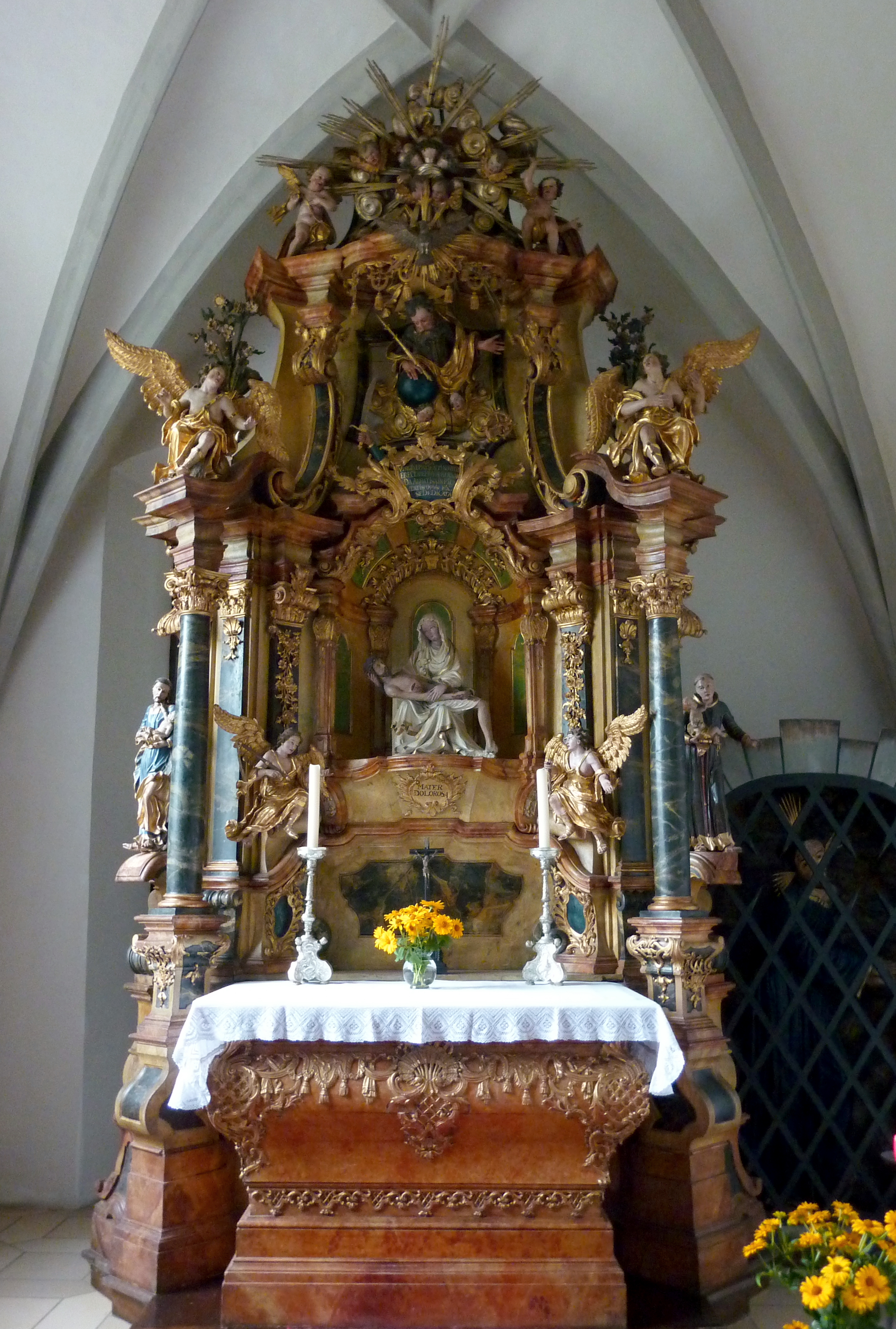
Rokokoaltar in der Münsterkapelle

Unter der Empore schließt sich die Stephanskapelle an, die vermutlich als Grablege der Äbtissinnen diente. Der Raum besitzt ein gotisches Altarziborium, in dessen Zwickeln gotische Wandmalereien erhalten sind, die sich auch am oberen Teil der Wand fortsetzen. Die Szenen stellen im rechten Zwickel den heiligen Martin dar, der seinen Mantel mit einem Bettler teilt, und im linken Zwickel die Anbetung der Heiligen Drei Könige. Die  Fresken an der Wand zum Kirchenschiff stellen die Krönung Mariens dar, die Steinigung des heiligen Stephanus und den heiligen Christophorus.

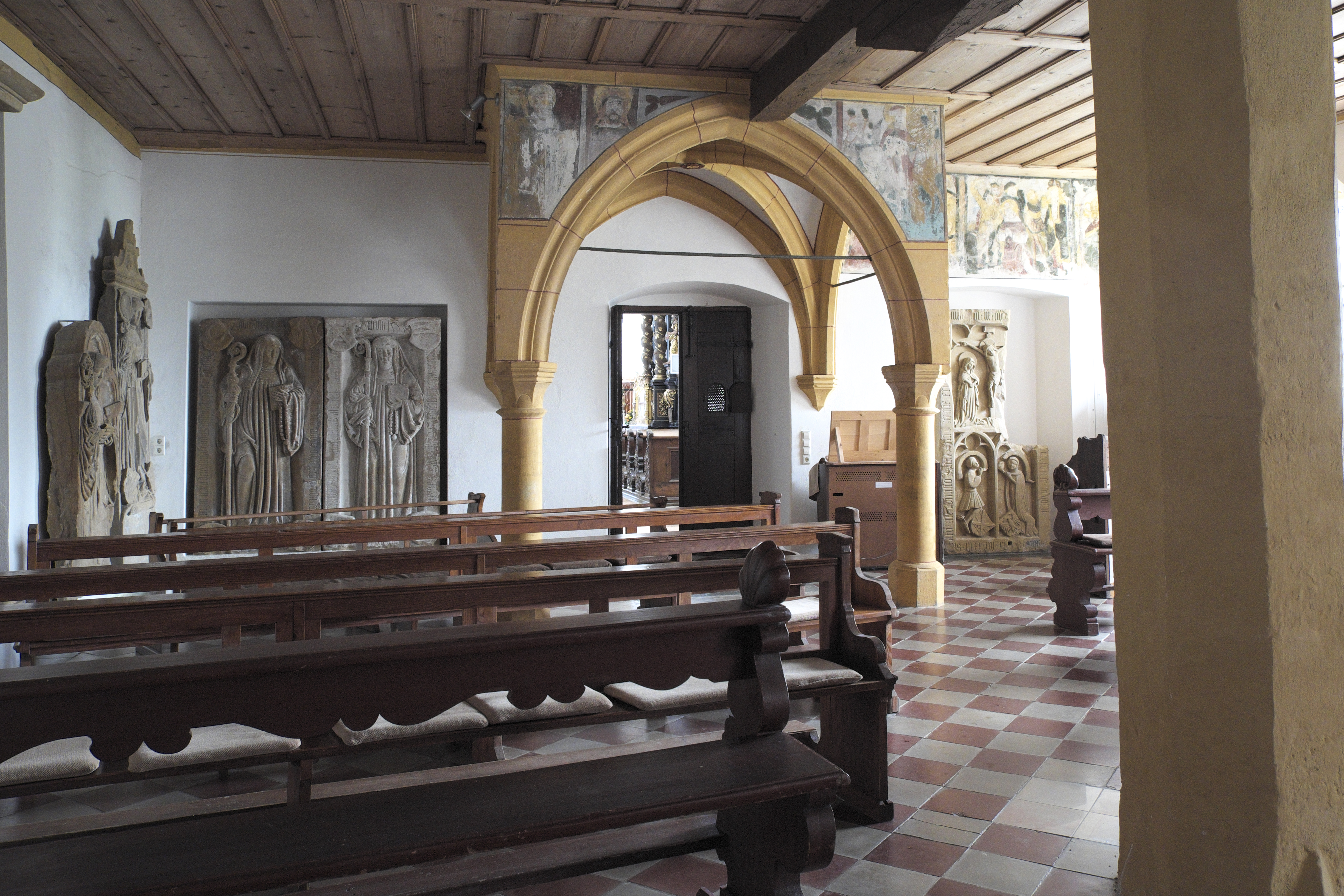
Gotisches Altarziborium
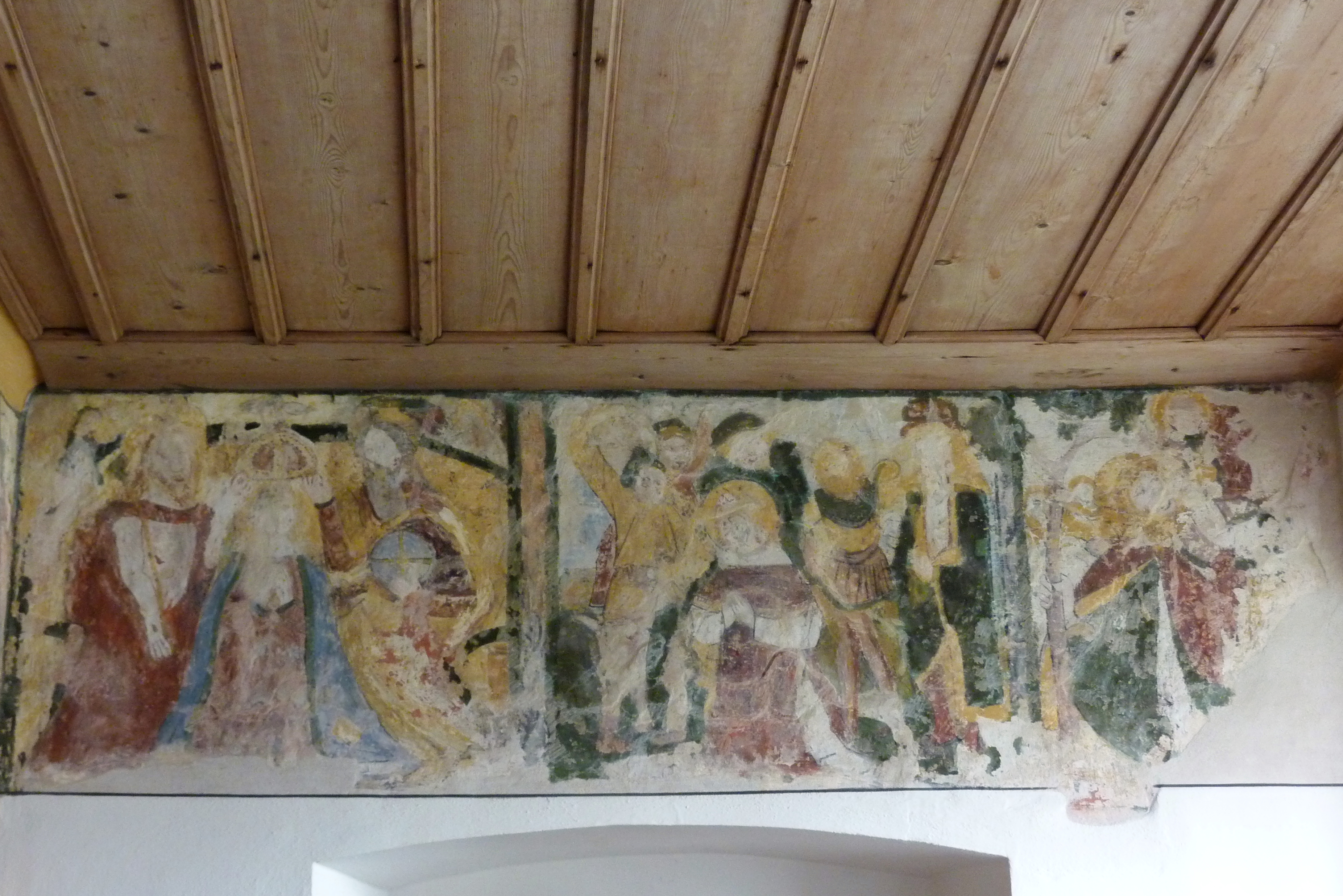
Gotische Fresken
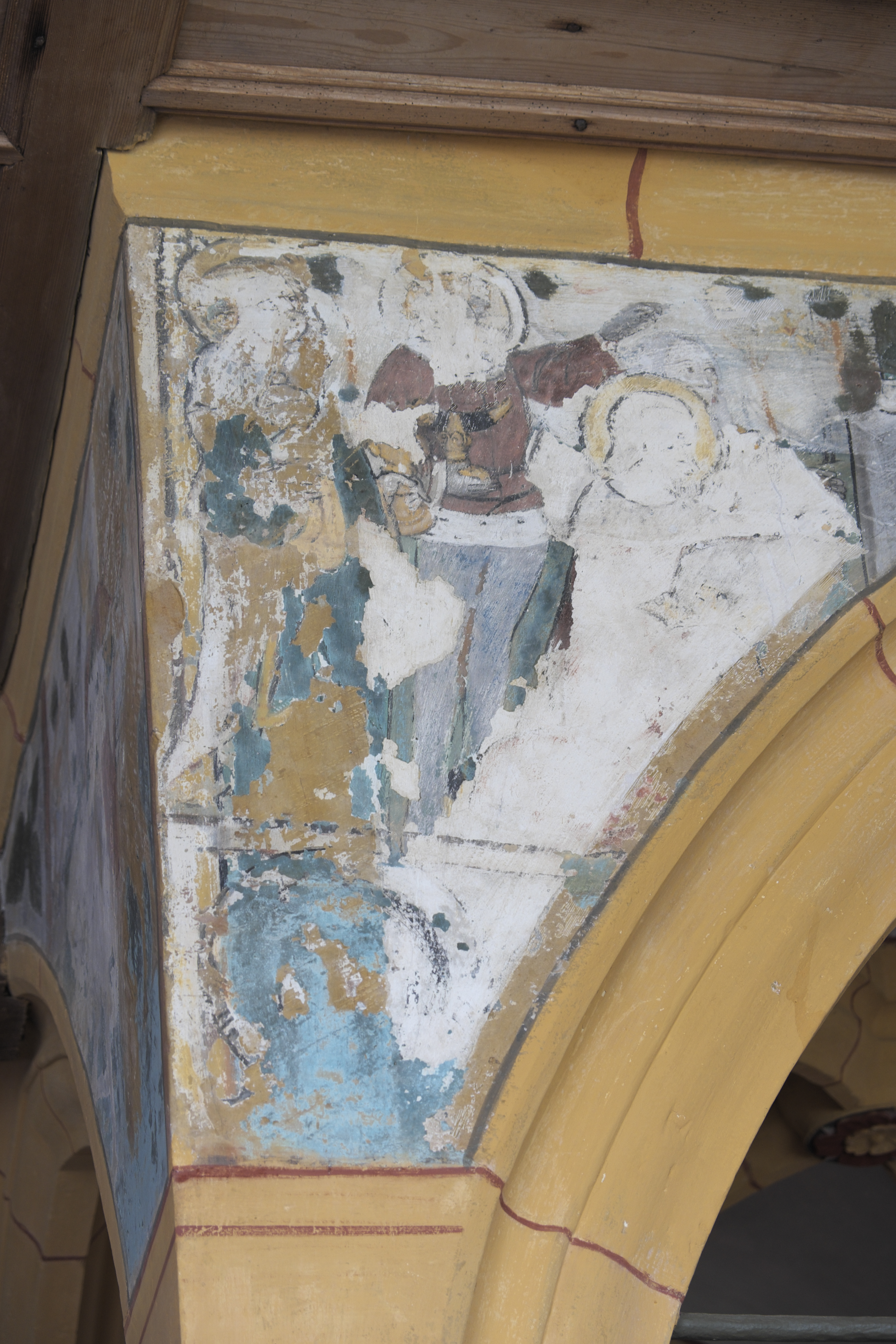
Heilige Drei Könige
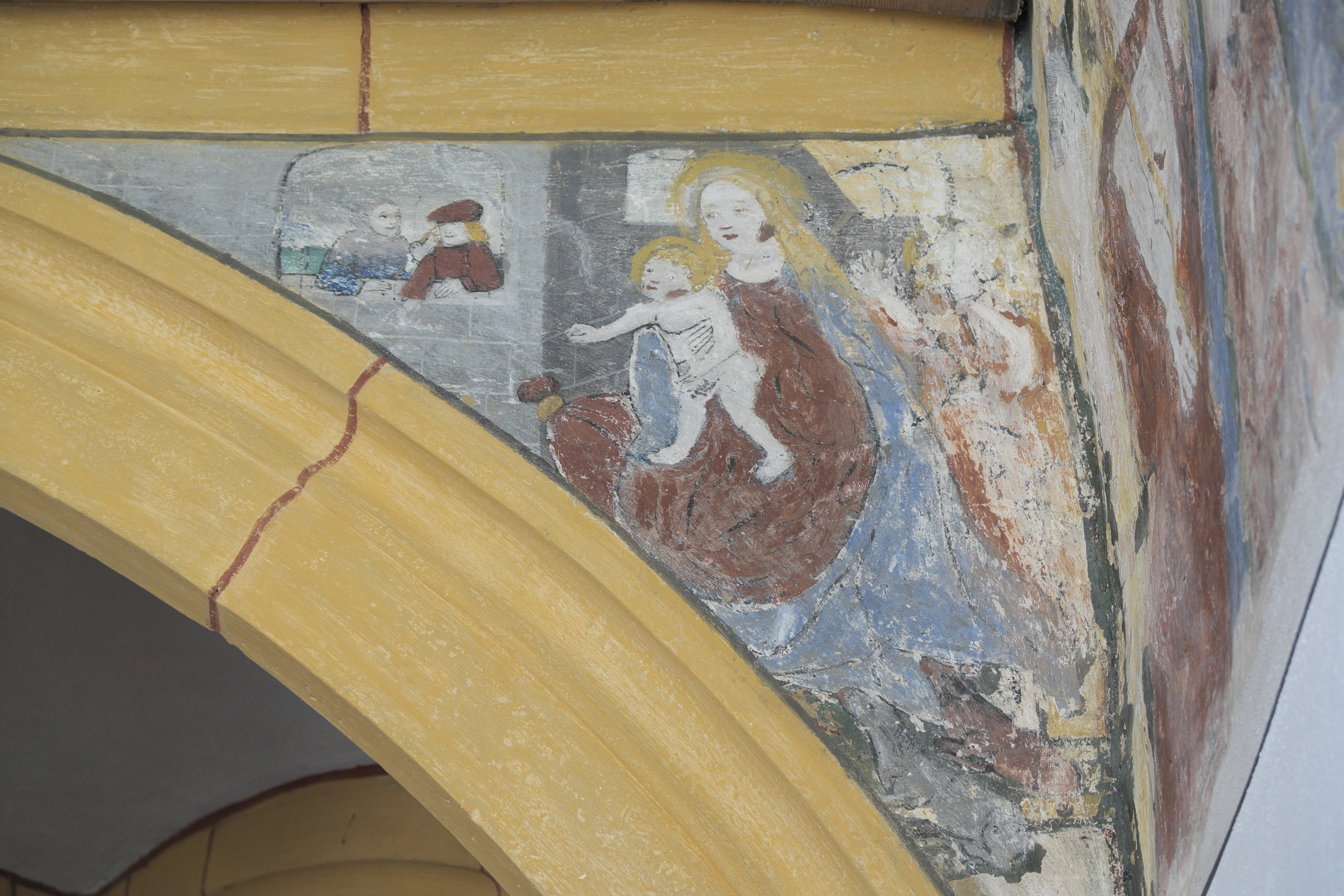
Madonna mit Kind

Epitaphien in der Stephanskapelle
An den Wänden sind die Epitaphien von Margaretha von Oettingen (Äbtissin von 1505 bis 1535), Anna von Wöllwart (Äbtissin von 1545 bis 1553) Magdalena Geisberger (Äbtissin von 1553 bis 1560) und Apollonia Schrötl (Äbtissin von 1584 bis 1631) aufgestellt. Neben dem Eingang zur Kirche steht das nicht mehr vollständig erhaltene Epitaph des Grafen Friedrich III. von Oettingen († 1423) und seiner Gemahlin Elisabeth († 1395), dessen oberer Teil mit einer Kreuzigungsgruppe versehen ist.

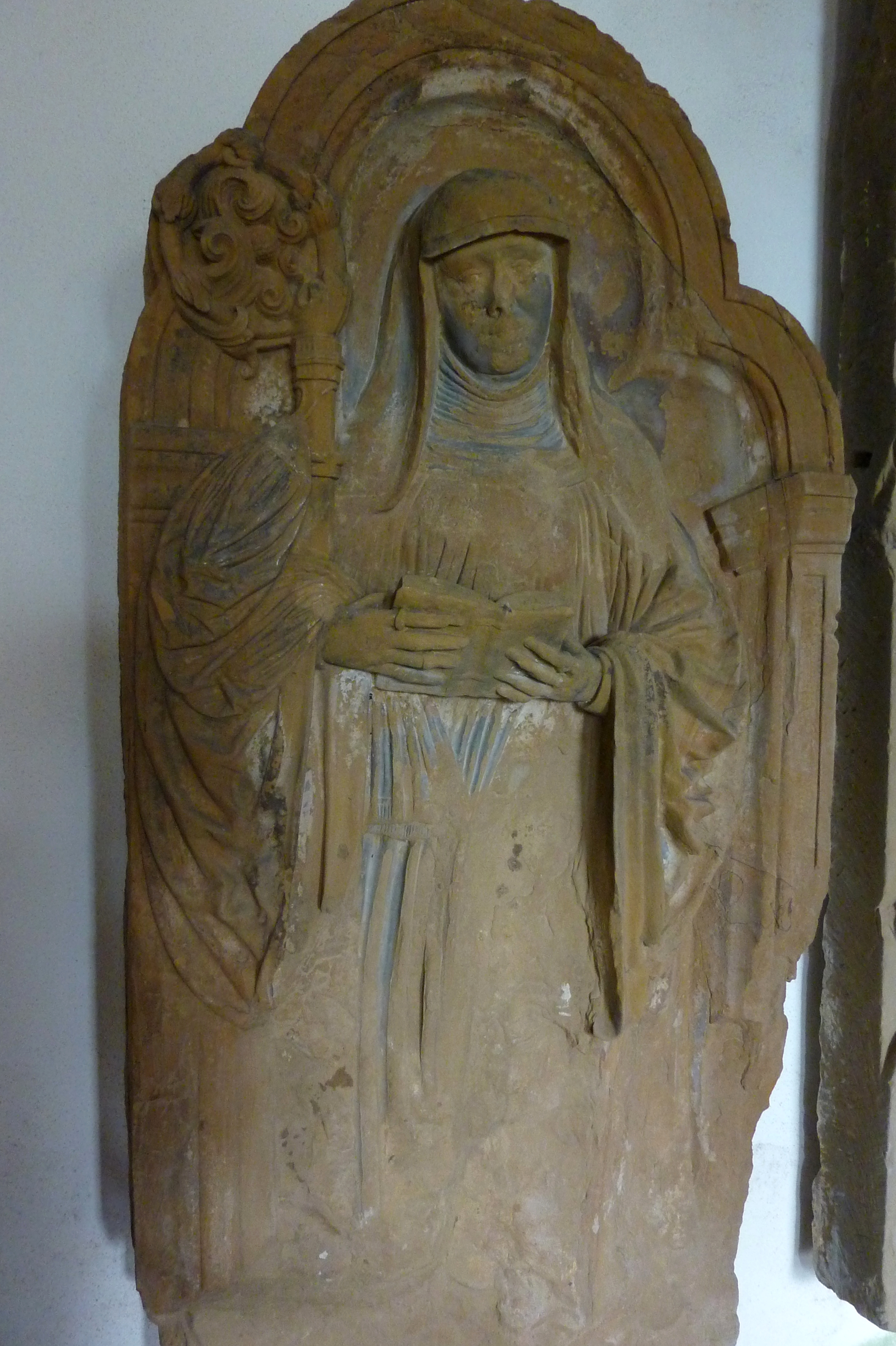
Epitaph einer Äbtissin
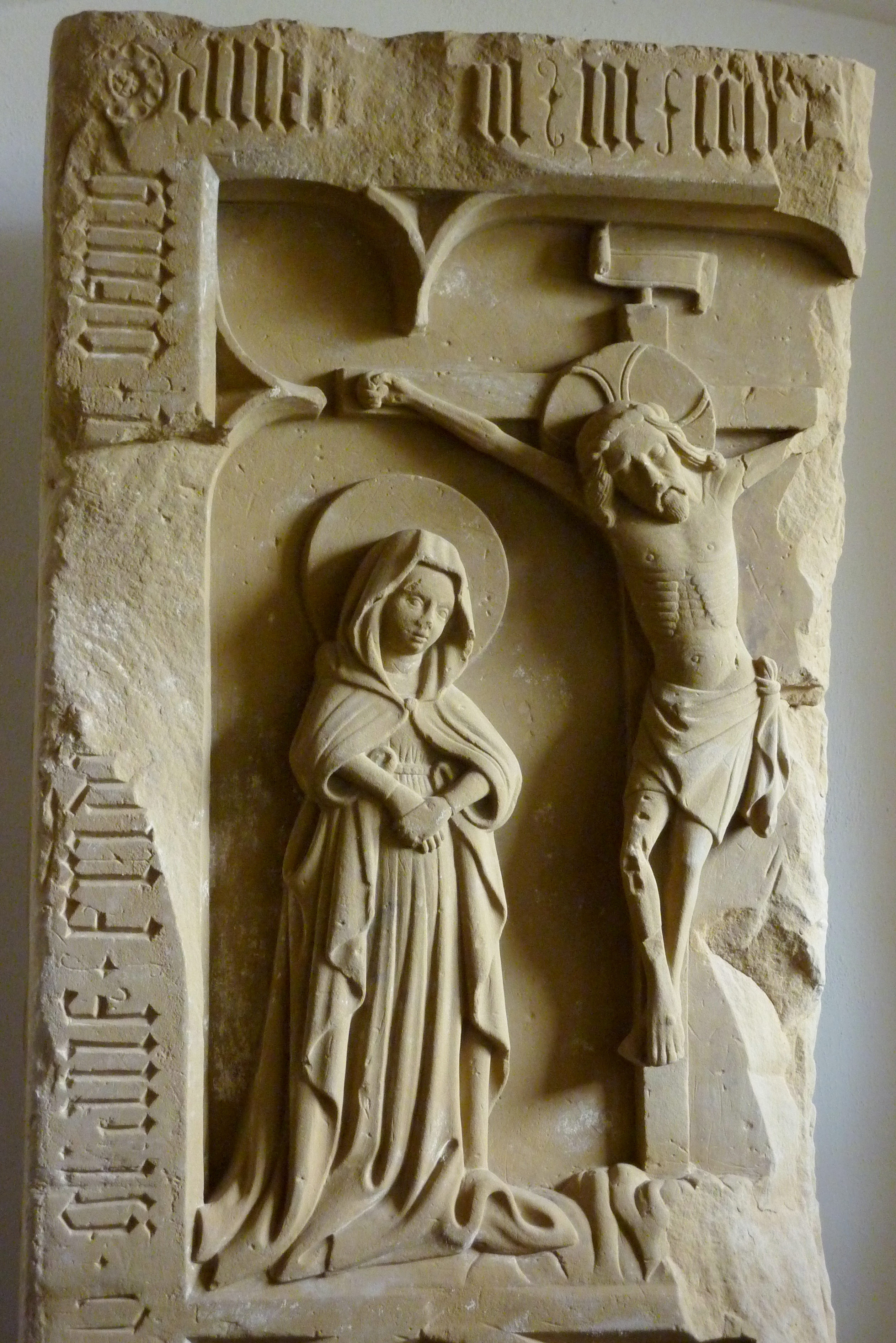
Epitaph des Grafen Friedrich III. von Oettingen und seiner Gemahlin Elisabeth (Ausschnitt)
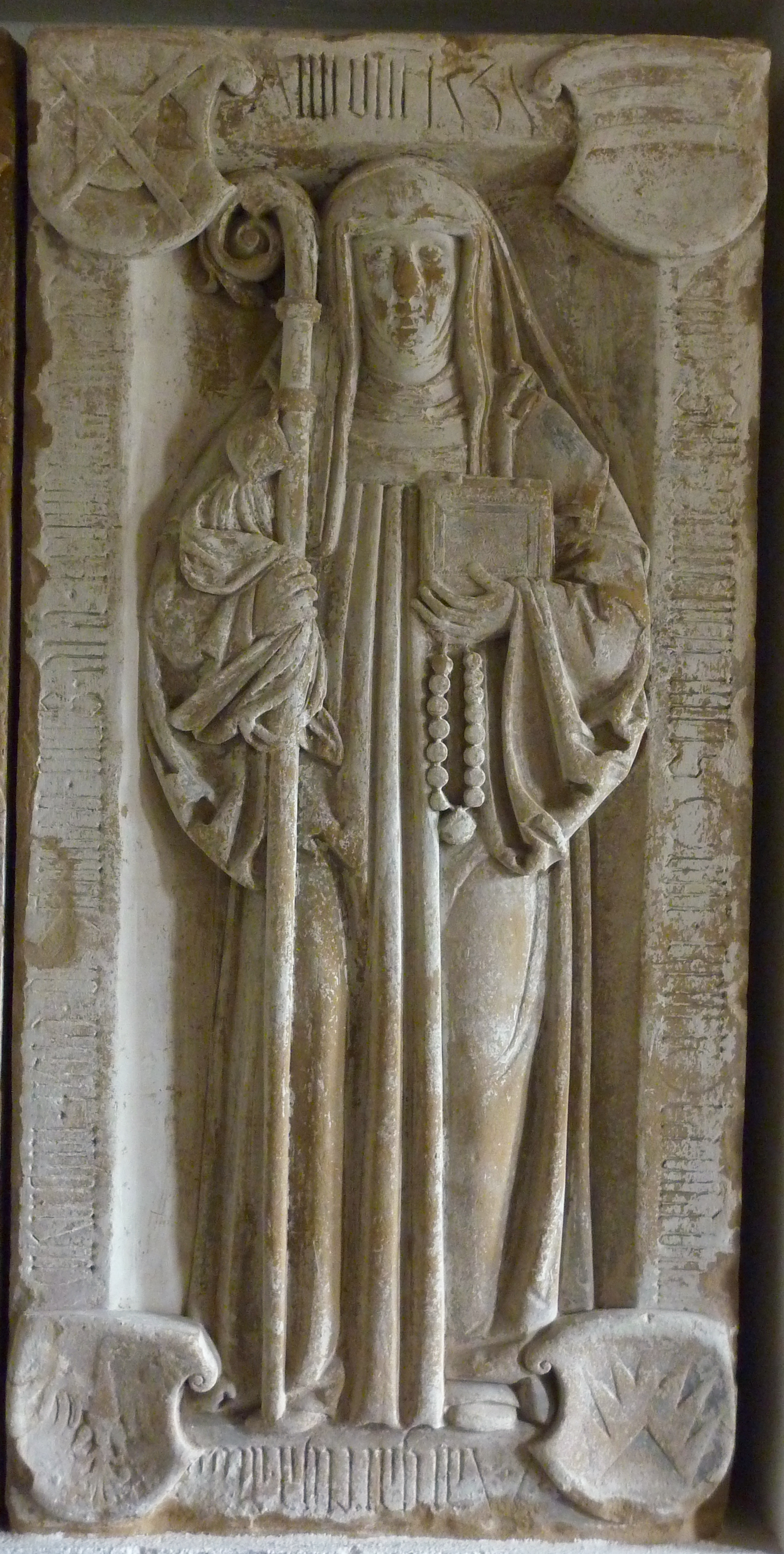
Epitaph einer Äbtissin
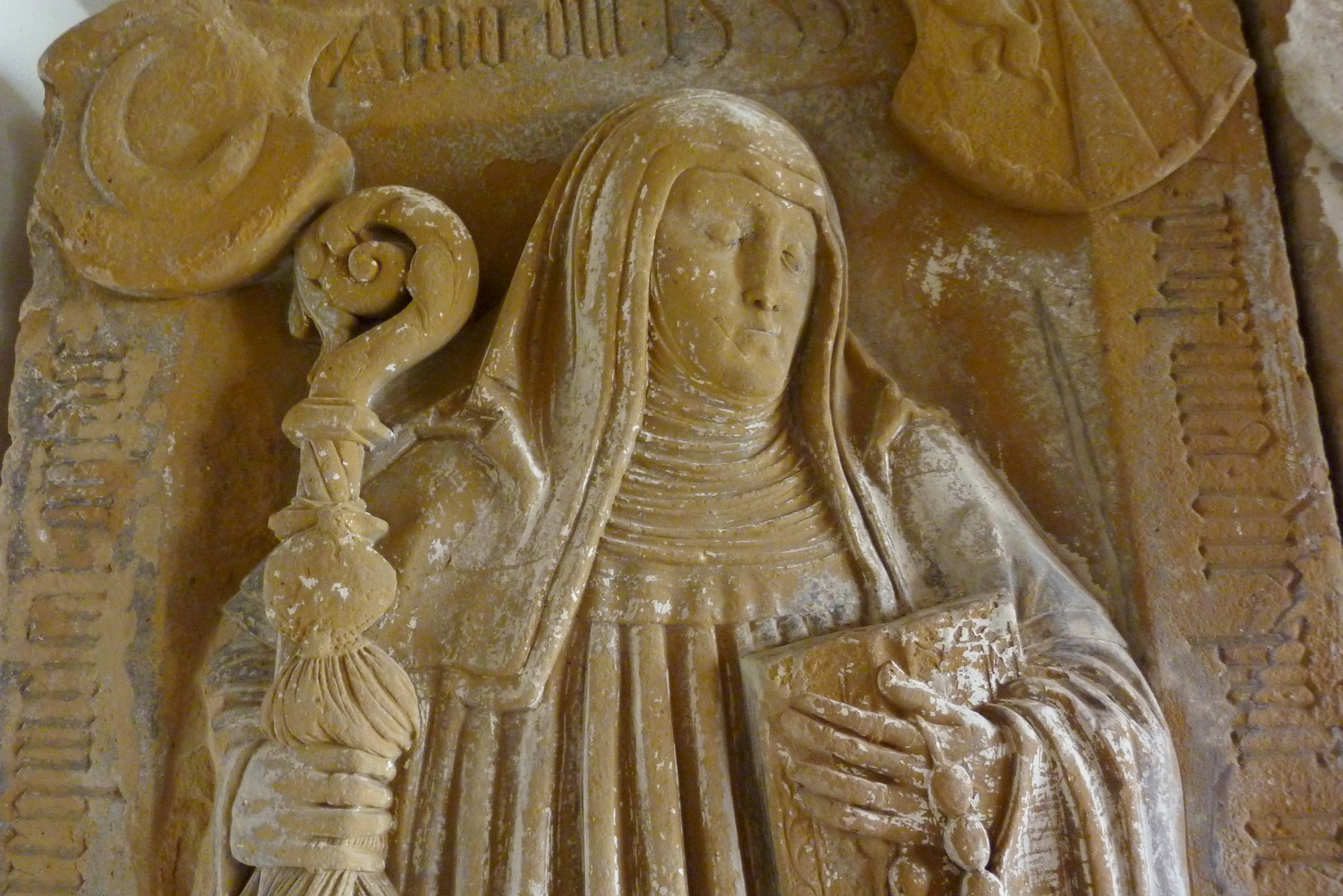
Epitaph einer Äbtissin

## Münsterkapelle
An die Nordfassade der Kirche sind die Sakristei und die Münsterkapelle angebaut. Die Kapelle besitzt ein filigranes Kreuzrippengewölbe mit Wappendarstellungen und einen Rokokoaltar, dessen Entstehungsjahr durch eine Inschriftenkartusche mit der Jahreszahl 1742 bezeichnet ist. Im Altarauszug werden Gottvater und der Heilige Geist in Gestalt einer Taube dargestellt. Die seitlichen Figuren stellen den heiligen Joseph (links) und den heiligen Antonius von Padua (rechts) dar. Das Zentrum des Altares ist ein Vesperbild, eine Pietà aus Steinguss, die im frühen 15. Jahrhundert im sogenannten weichen Stil geschaffen wurde. Neben dem Altar befindet sich in einer vergitterten Nische ein Kerkerchristus aus dem 18. Jahrhundert. Neben dem Taufbecken steht eine lebensgroße Figur des Johannes des Täufers.

## Weitere Ausstattung

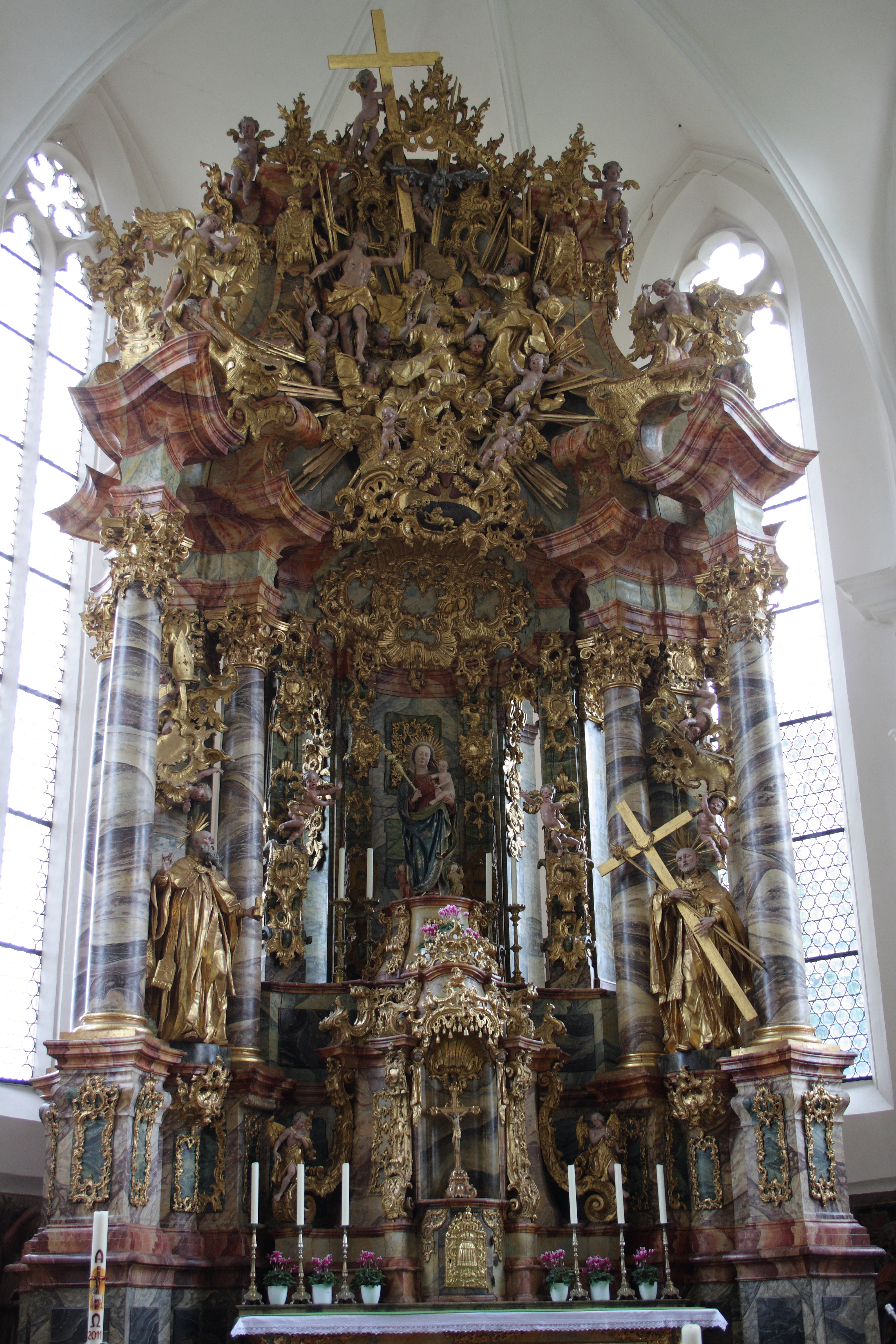
Hochaltar

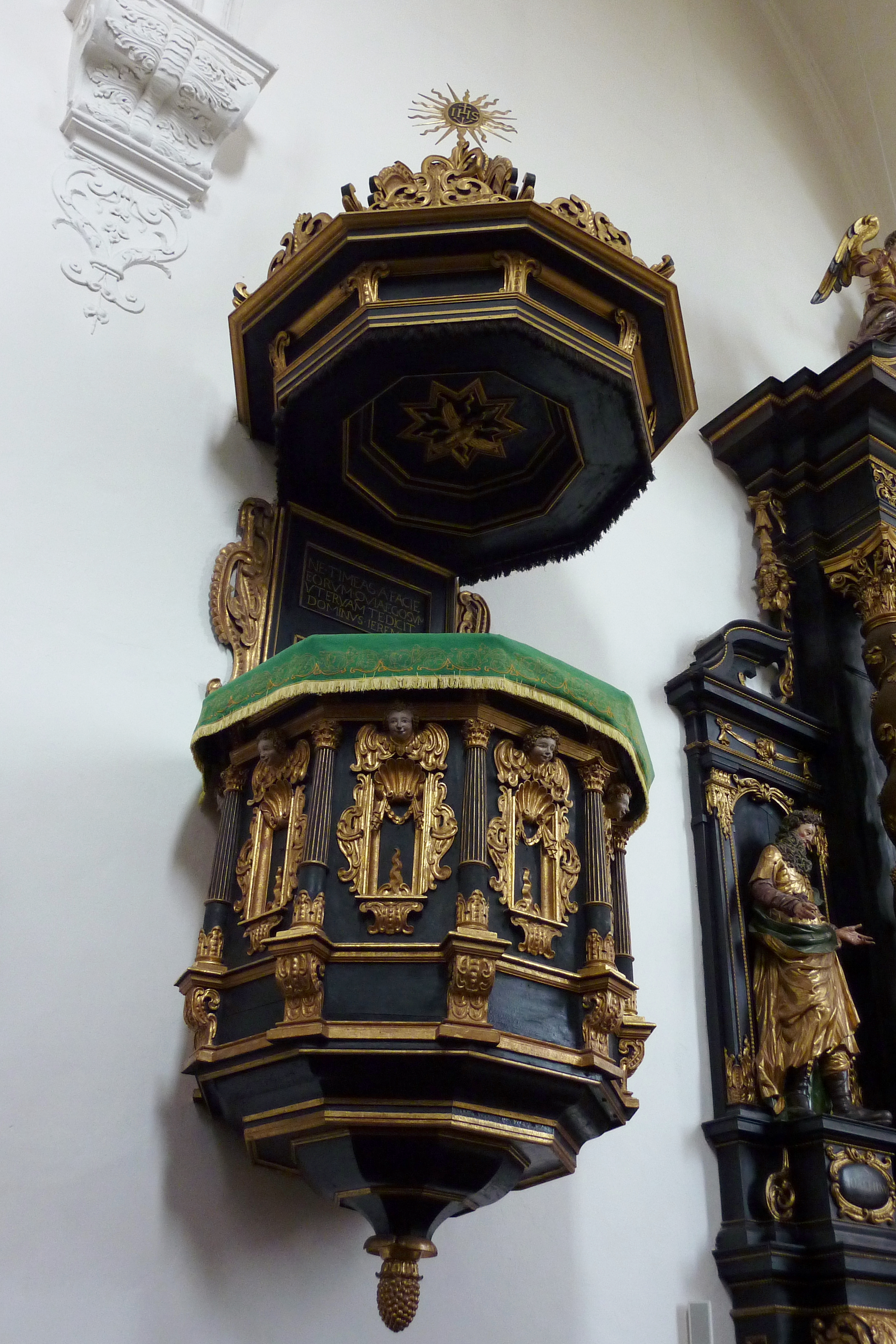
Kanzel

- Der Hochaltar wurde 1756 im Kloster Kaisheim von dem Konversen Michael Schmid 1756 angefertigt. Die beiden fast lebensgroßen Figuren stellen den heiligen Benedikt von Nursia, den Verfasser der benediktinischen Regel, und den heiligen Bernhard von Clairvaux, der den Zisterzienserorden wesentlich geprägt hat, dar. Benedikt von Nursia hält einen gesprungenen Giftbecher in der Hand, und Bernhard von Clairvaux trägt die Leidenswerkzeuge Christi. Ein Honig schleckender Engel verweist auf seinen Titel Doctor mellifluus („honigfließender Lehrer“). Die spätgotische Madonna in der Altarnische ist als Himmelskönigin dargestellt, das Jesuskind auf dem Arm, mit einem Zepter in der Hand, auf einem Halbmond stehend und von einem Strahlenkranz umgeben.
- Aus der Zeit um 1662/63 stammen die beiden Seitenaltäre.
  - Das linke Altarbild mit der Darstellung der Anbetung der Hirten wurde 1672 von Johann Pichler ausgeführt. Es ist umgeben von den Eltern Marias, der heiligen Anna und dem heiligen Joachim. Auf der Altarkrone steht der heilige Josef, der von Engeln begleitet wird. Um 1713 wurde in den Altar der Reliquienschrein der Märtyrerin Seraphia eingebaut.
  - Das rechte Altarbild stellt die Kreuzigung Christi dar. Seitlich stehen die Figuren der Apostel Petrus und Paulus und auf der Altarkrone die Figur des heiligen Bernhard von Clairvaux. Der barocke Schrein birgt die Reliquien des Märtyrers Clemens.
- Aus der gleichen Zeit wie die Seitenaltäre stammt auch die Kanzel.
- Im Landesmuseum Württemberg befindet sich ein wertvolles Reliquienkreuz, das Graf Ludwig XI. von Oettingen dem Kloster stiftete.[1]
- Ebenfalls im Landesmuseum in Stuttgart ist ein steinernes Fragment einer thronenden Muttergottes aus dem ersten Fünftel des 15. Jahrhunderts.[2]
- In der Kirche sind spätgotische Skulpturen erhalten wie das Holzrelief einer Marienkrönung und eine Anna selbdritt, die von barocken Heiligenfiguren umgeben ist.

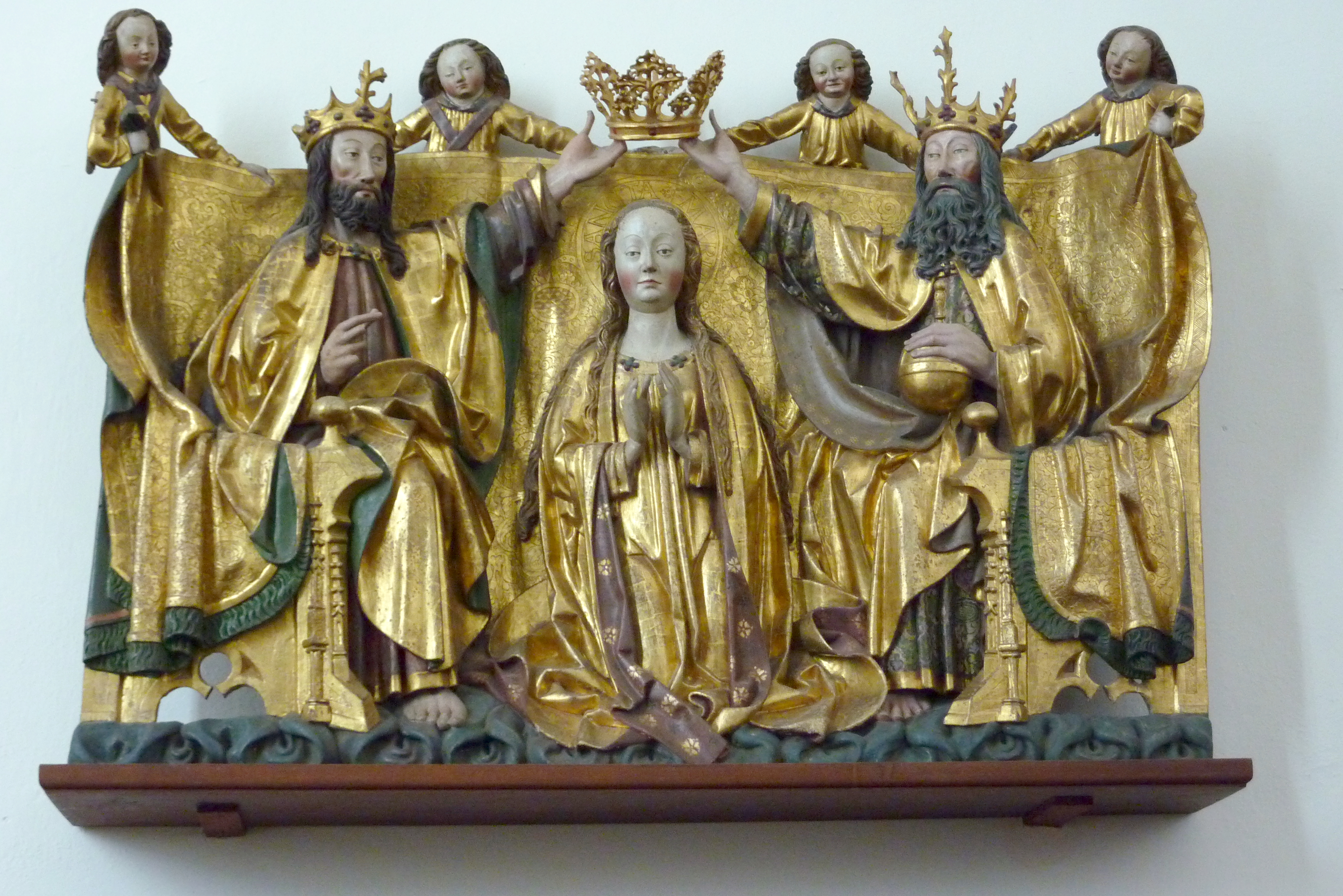
Spätgotische Marienkrönung
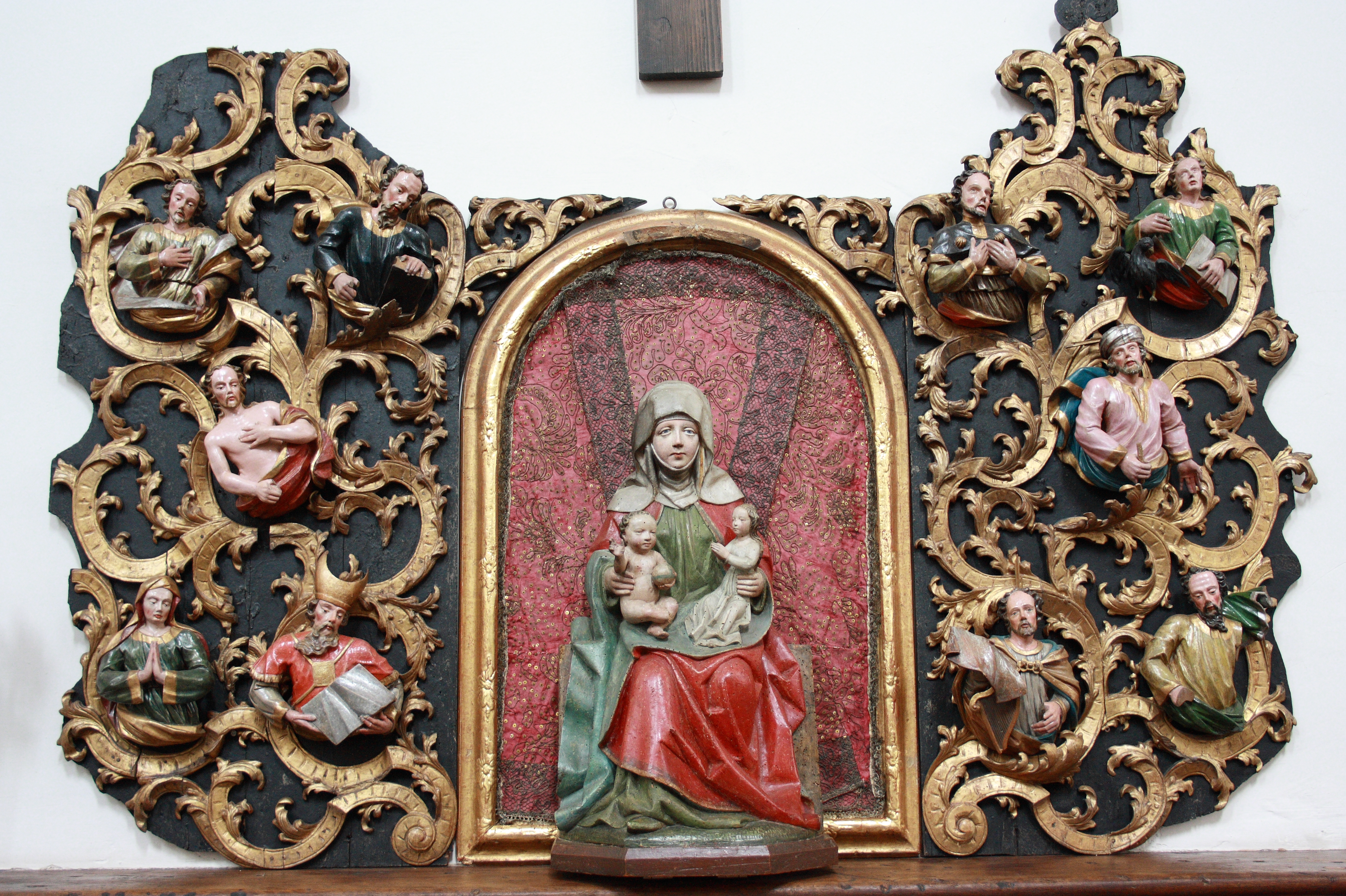
Anna selbdritt

## Chorgestühl
Der Chor besitzt ein gotisches Chorgestühl, das mit reichen Schnitzereien versehen ist.

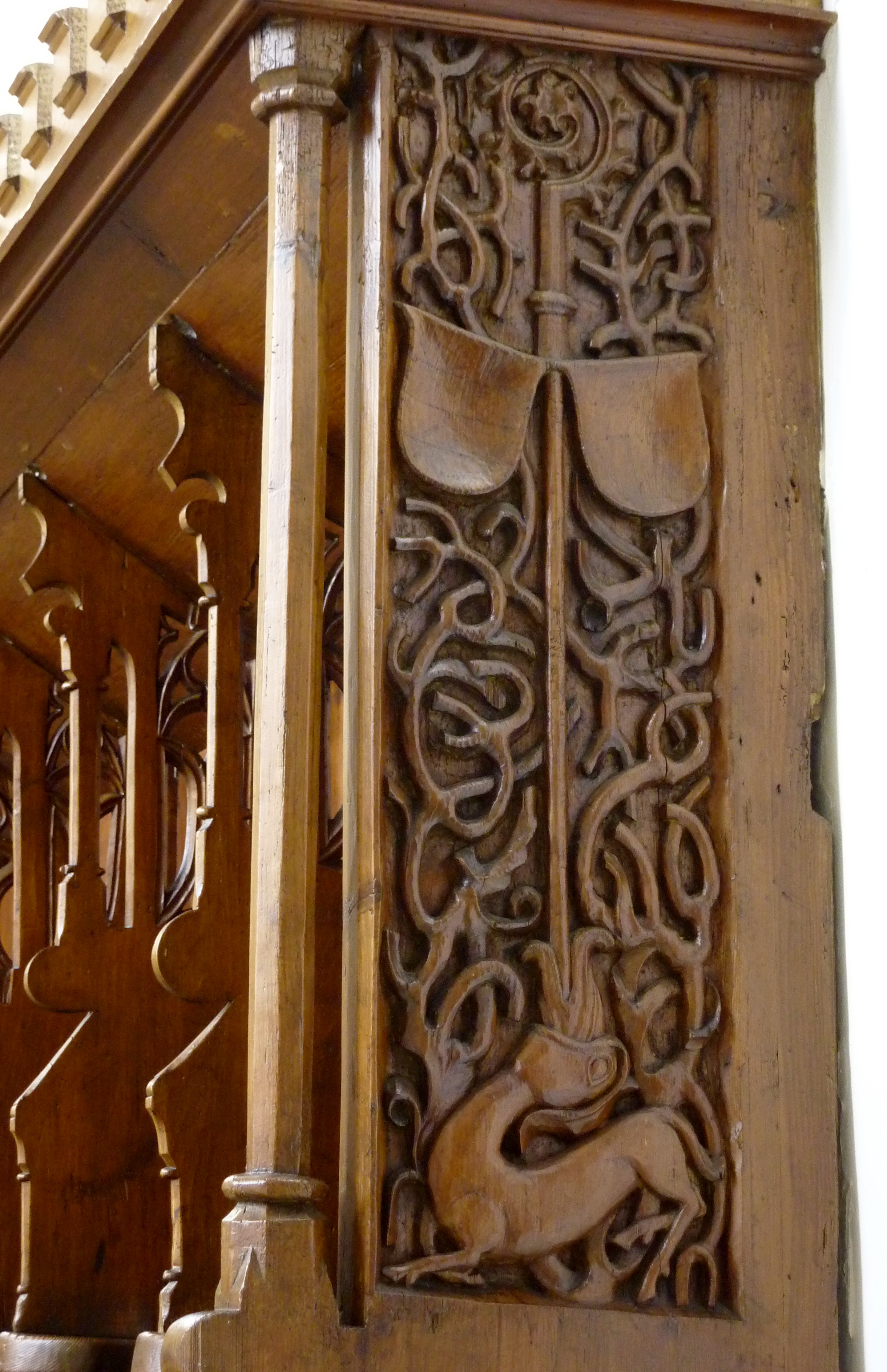
Chorgestühl
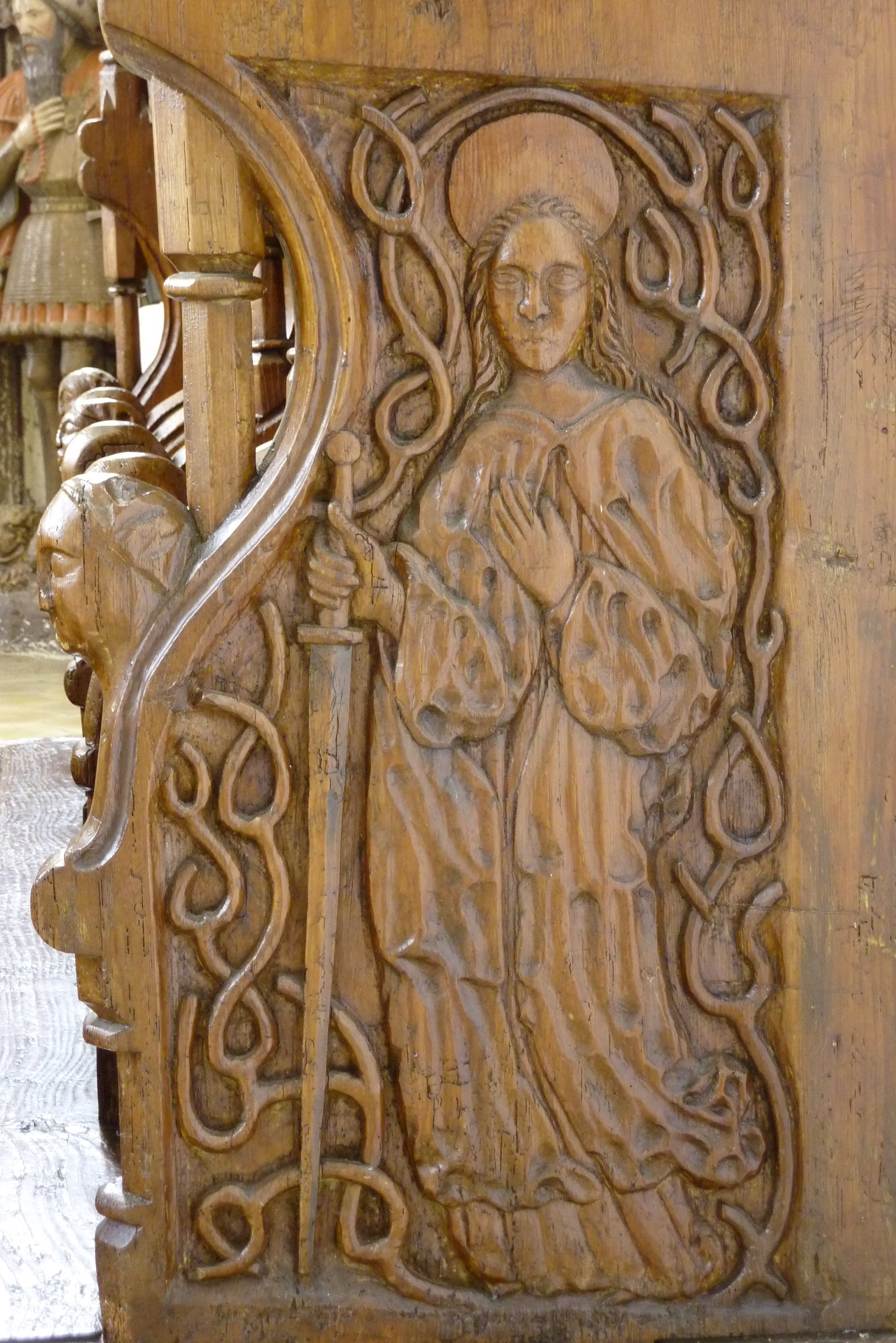
Chorgestühl
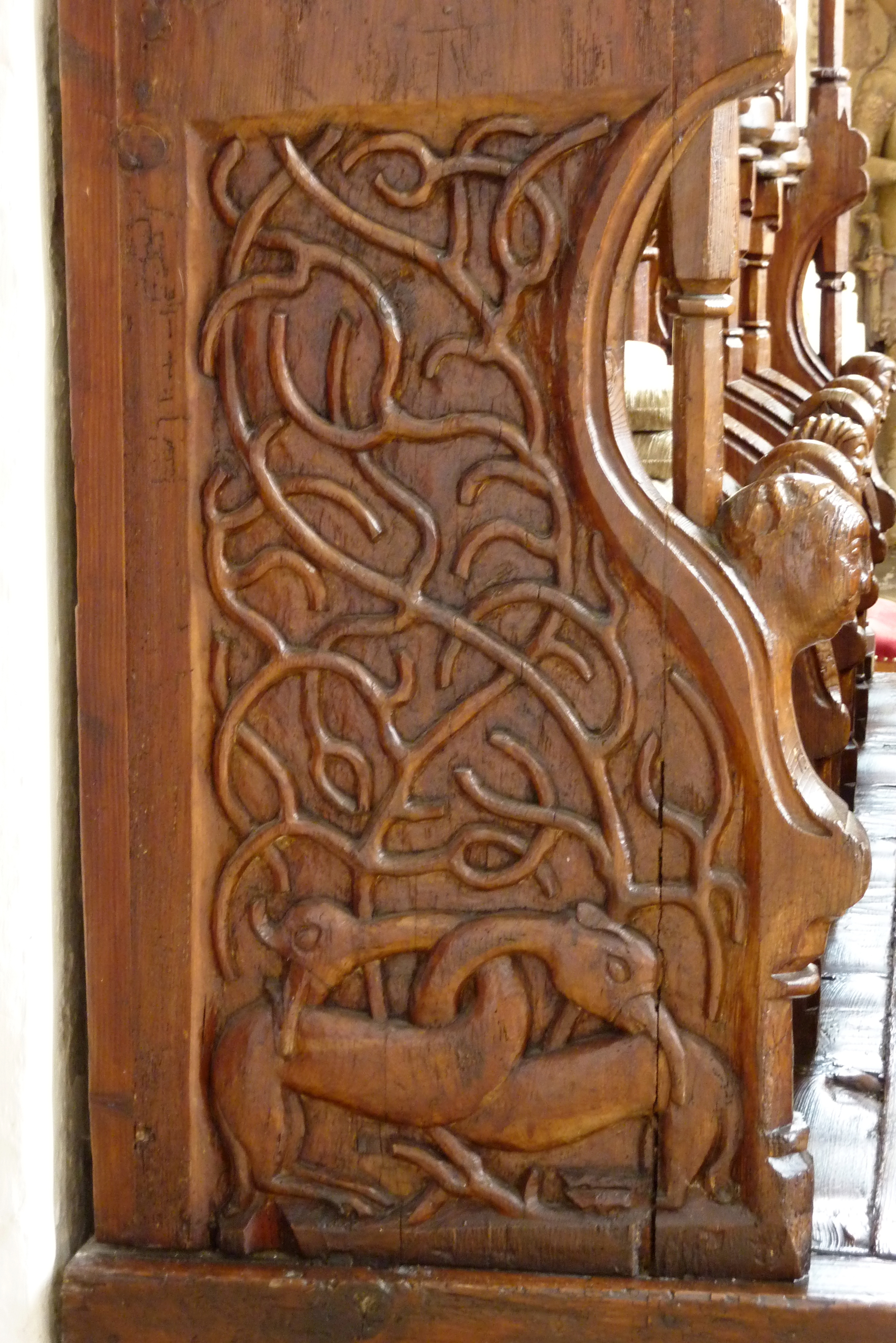
Chorgestühl
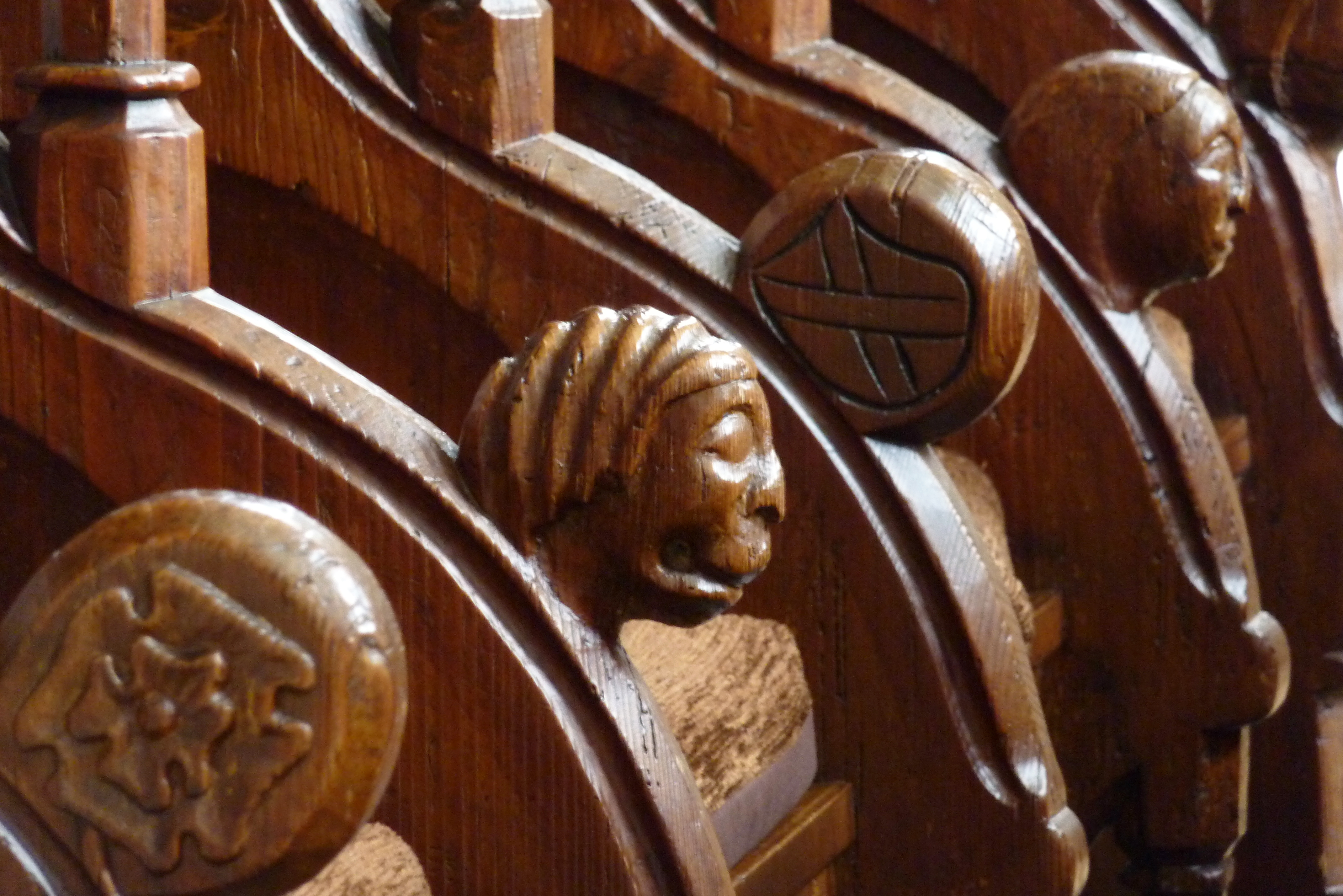
Chorgestühl

## Orgel

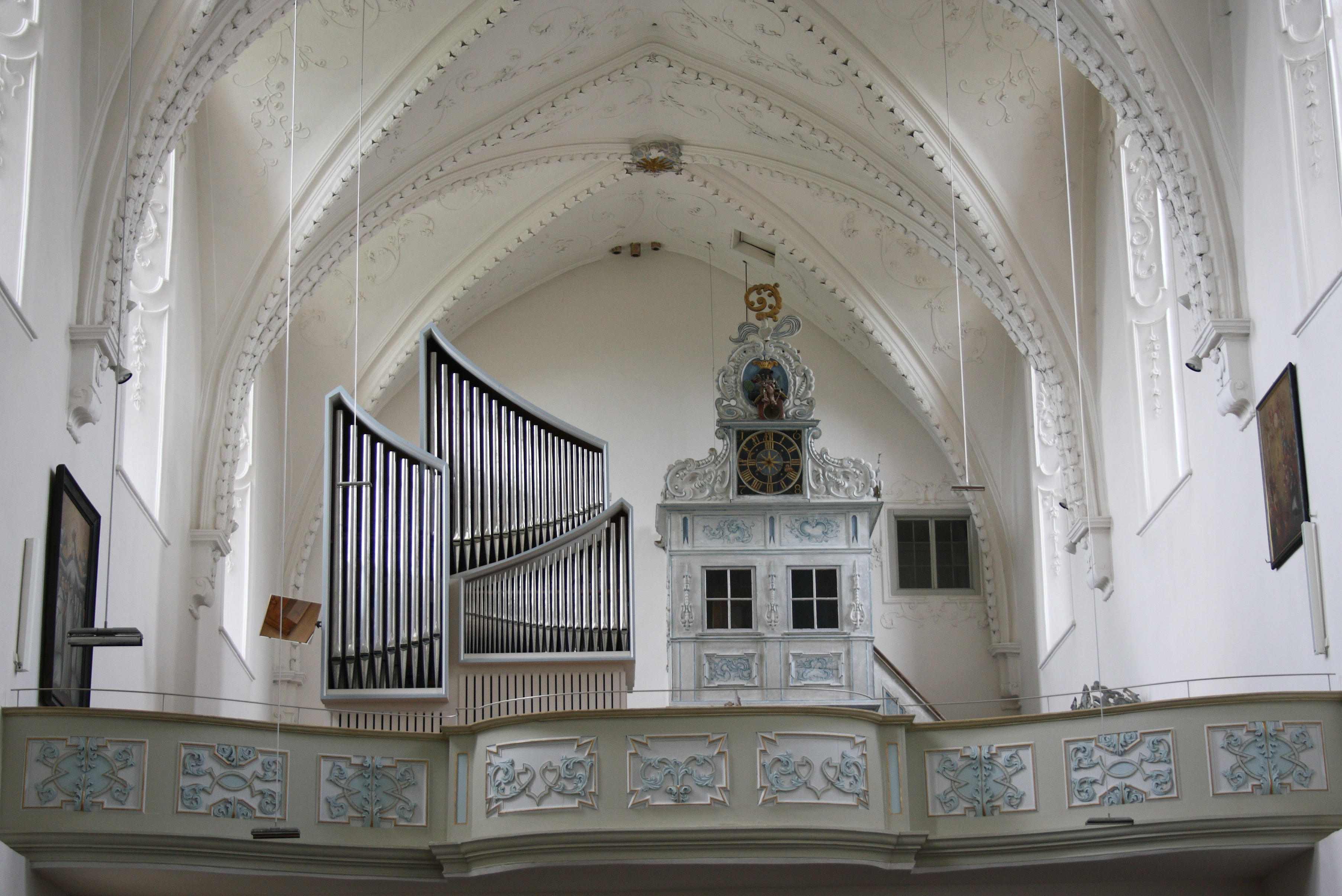
Ehemalige Nonnenempore und Orgel

Die heutige Orgel wurde 1967 von der Orgelbaufirma Gebrüder Späth aus Mengen eingebaut. Sie verfügt über 15 Register auf zwei Manualen und Pedal.